# Faà di Bruno (monitor)
Pour les articles homonymes, voir Faà di Bruno (homonymie).
Le Faà di Bruno était un monitor de la Regia Marina construit pendant la Première Guerre mondiale à l’Arsenal de Venise. Il fut utilisé comme batterie flottante dans le cadre du système de défense de la Haute Adriatique.

## Conception
Le Faà di Bruno dérive de la modification d’un ancien ponton-grue (G.A. 43) réalisée en 1917 à l’Arsenal de Venise selon un projet de l’ingénieur général du génie naval Giuseppe Rota. Avec lui, ont été construits les navires jumeaux Alfredo Cappellini et Monfalcone. Ce dernier était plus petit et armé d’un canon de 305 mm. Le Faà di Bruno avait un déplacement de 2854 tonnes, une longueur de 56,70 mètres, une largeur de 27 mètres et un tirant d'eau de 2,24 mètres. La propulsion était assurée par deux moteurs à vapeur à triple expansion. Une chaudière Kess fournissait suffisamment de vapeur pour alimenter les deux moteurs pour un total de 465 chevaux (347 kW). Au cours de ses essais en mer, il a atteint une vitesse maximale de 3,31 nœuds (6,1 km/h), mais sa vitesse maximale en service régulier était d’environ 2,5 nœuds (4,6 km/h). La tourelle principale, sur laquelle étaient installés les deux canons de 381/40 mm, était protégée par un toit métallique. Les côtés de la tourelle avaient une épaisseur de 110 mm, tandis que les barbettes avaient un blindage de 60 mm. La passerelle était placée sur un trépied à l’arrière de la tourelle.
Sa devise était « Nec ferro nec igne ».

## Armement
Le Faà di Bruno était équipé d’un jumelage de canons de 381/40 mm Mod. 1914, destinés à l’origine au cuirassé Cristoforo Colombo, de la classe Francesco Caracciolo, qui ne fut jamais construit. La tourelle pouvait couvrir un angle de tir horizontale de 30° des deux côtés et avait une élévation maximale de 15°. Les munitions utilisées étaient des obus perforants en acier de 1465 m de haut et pesant 876 kg équipés d’un capuchon balistique Firth sur l’ogive, conçu pour faciliter la pénétration à travers le blindage des cibles. Il était également équipé de quatre canons de 76/40 mm Mod. 1916 R.M. pour la lutte antiaérienne.

## Service
Le Faà di Bruno est entré en service le 23 juillet 1917. Son premier déploiement opérationnel a lieu lors de la onzième bataille de l'Isonzo, à partir du 18 août 1917. Accompagné du Alfredo Cappellini et des monitors britanniques HMS Earl of Peterborough et HMS Sir Thomas Picton, il bombarda les positions autrichiennes sans grand succès. Il a ensuite été utilisé, grâce au tirant d'eau réduit qui caractérise ces unités, à des opérations de défense dans la zone lagunaire et dans les zones aux eaux peu profondes. À la suite des événements de Caporetto, le 18 novembre 1917, les monitors Faà di Bruno et Alfredo Cappellini ont été envoyés à Ancône pour la défense de la ville. Ils ont été surpris en route par une violente tempête. Le Alfredo Cappellini a coulé dans la zone de l’embouchure de l’Esino, tandis que le Faà di Bruno, sous les ordres du capitaine de corvette Ildebrando Goiran, s’est échoué près de Marotta après avoir cassé les câbles qui le reliaient au remorqueur Titano.
Le Faà di Bruno a été approvisionné par onze jeunes filles du petit village voisin de Marotta qui, malgré la mer agitée, à bord d’une petite barque, l’atteignirent et débarquèrent des dames-jeannes, des aliments chauds et des paniers de fruits. Elles ajoutèrent une note qui disait : « Les épouses de Marotta offrent aux marins d’Italie un verre de vin ». Une activité similaire s’est répétée le lendemain.
Le 24 août 1919, les onze filles, protagonistes de l’épisode héroïque, ont été décorées de la médaille de bronze du mérite de la Marine, avec la motivation suivante : « Elles ont équipé un bateau et ont courageusement réussi, malgré le vent fort et la mer agitée, à vaincre les brisants et à approvisionner en vivres une unité de guerre navale qui a été jetée sur la plage de Marotta par la violence de la tempête ».
Gabriele D'Annunzio, pour se souvenir du geste héroïque, aurait dicté la citation de la plaque commémorative originale du geste des braves jeunes femmes érigée sur la place de Marotta : « Les Picènes d’origine antique étaient déjà dans le mythe de l’âge primitif avant même l’événement qui les a vus dominer sans crainte la tempête. »
Le Faà di Bruno a été désarmé le 13 novembre 1924, mais il a été remis en service au début de la Seconde Guerre mondiale en tant que batterie flottante GM 194 pour défendre les villes de Gênes et de Savone. Lorsque les Britanniques bombardent la capitale ligure le 9 février 1941, il ne parvient à tirer que trois coups de canon en raison d’un défaut électrique causé par le feu ennemi. Amarré à Savone, sous le promontoire de Valloria, il a ensuite été coulé sur place par les Allemands en retraite en 1945. Il a été mis au rebut en 1946. La poudrière, construite dans le tunnel de Valloria, restée pleine de munitions, explosa le 8 mai 1945, tuant des dizaines de personnes et en blessant des centaines. Beaucoup de morts étaient des enfants et des jeunes, qui jouaient depuis plusieurs jours avec les explosifs stockés là et qui, vraisemblablement, ont provoqué l’explosion.